# Norrbottens södra domsaga
Norrbottens södra domsaga var en domsaga i Norrbottens län. Den bildades enligt beslut den 19 januari och den 21 september 1838 genom delning av Norrbottens domsaga och upplöstes den 1 januari 1877 (enligt beslut den 26 maj 1876). Domsagan delades då upp på Luleå domsaga och Piteå domsaga.
Domsagan lydde under Svea hovrätt.

## Tingslag
- Jokkmokks lappmarks tingslag
- Nederluleå tingslag
- Piteå tingslag
- Överluleå tingslag

## Häradshövding
- Lars Olof Boström 1838–1875

## Valkrets för val till andra kammaren
Mellan andrakammarvalen 1866 och 1869 utgjorde Norrbottens södra domsaga en valkrets: Norrbottens södra domsagas valkrets. Inför valet 1872 delades valkretsen upp på Norrbottens södra domsagas norra valkrets och Norrbottens södra domsagas södra valkrets.